# Sacrario Militare dei Caduti d’Oltremare
Der Sacrario Militare dei Caduti d’Oltremare ist ein Soldatenfriedhof und eine Gedenkstätte bei Bari in Italien. Hier fanden rund 75.000 italienische Soldaten, die in den beiden Weltkriegen in Übersee (it. oltremare) gefallen waren, ihre letzte Ruhestätte. Es handelt sich um den zweitgrößten italienischen Soldatenfriedhof nach Redipuglia.

## Kurzbeschreibung
Der von dem Ingenieur, Architekten und Offizier Paolo Caccia Dominioni geplante Soldatenfriedhof befindet sich am südöstlichen Stadtrand von Bari, an der Via Giovanni Gentile, rund einen Kilometer bevor diese in die Staatsstraße 16 nach Brindisi mündet. Die Anlage wurde am 10. Dezember 1967 eingeweiht. Am Eingang befindet sich unter der Freitreppe und dem Portikus ein Militärmuseum mit zahllosen Exponaten, die vorwiegend die Geschichte des Zweiten Weltkriegs darstellen und auch viele Einzelschicksale dokumentieren. Der Friedhof ist nach den Kriegsschauplätzen auf dem Balkan, in Nord- und Ostafrika unterteilt. Eine Abteilung ist Deutschland und den dort umgekommenen italienischen Militärinternierten zugeteilt. Die sterblichen Überreste der auf den genannten Kriegsschauplätzen zwischen 1911 und 1945 umgekommenen Soldaten wurden im Lauf der Zeit aus dem Ausland nach Bari überführt, insbesondere nach Auflösung italienischer Soldatenfriedhöfe in anderen Staaten. Es wurden hier auch Askaris aus Libyen und Eritrea oder auch Teile der Besatzung des U-Bootes Scirè bestattet. Rund 40.000 hier ruhende Soldaten sind unbekannt.
Im Außenbereich und der Parkanlage (Parco delle Rimembranze) sind etliche Geschütze und Panzerfahrzeuge ausgestellt.
Die Anlage wird von der Kriegsgräberkommission des italienischen Verteidigungsministeriums betreut.